# ملك الشيطان (فلم)
مُلك الشيطان (بالإنجليزية: The Devil's Own) فيلم أكشن، وجريمة ، ودراما أمريكي للمخرج آلان ج. باكولا (في آخر أفلامه حيث توفي 1998)، وآخر فيلم من تصوير جوردون ويليس (تقاعد بعد هذا الفيلم). كتب الفيلم فنسنت باتريك، وديفيد آرون كوهين، وكيفين جار. الفيلم من بطولة هاريسون فورد، براد بيت، مارجريت كولين، روبين بليدز، تريت ويليامز، وجورج هيرن  وتدور الأحداث حول ضابط شرطة أمريكي يستضيف لاجئ أيرلندي شاب في بيته، ويعامله كأنه فرد من أفراد عائلته، وتتطور علاقتهما لتصبح صداقة قوية، ولكن سرعان ما تبدأ الشكوك تساور ضابط الشرطة بشأن الهوية الحقيقية لذلك الشاب، ويبدأ البحث ليكتشف الماضي الدموي.
صدر الفيلم إلى دور العرض الأمريكية في 26 مارس 1997.
منح موقع قاعدة بيانات الأفلام على الإنترنت (IMDB) الفيلم درجة 6.2/ 10.
منح موقع قاعدة بيانات الأفلام العربية "السينما.كوم" الفيلم درجة 6.2/ 10.

## طاقم التمثيل
هاريسون فورد: في دور الرقيب توم أوميرا
براد بيت: في دور فرانسيس "فرانكي" ماجواير / روري ديفاني
شين دن: في دور يونغ فرانكي
مارجريت كولين: في دور شيلا أوميرا
روبين بليدز: في دور إدوين دياز
تريت ويليامز: في دور بيلي بيرك
جورج هيرن: في دور القاضي بيتر فيتزسيمونز
ميتشل رايان: في دور نائب الرئيس جيم كيلي
ناتاشا ماكيلون: في دور ميغان دوهرتي
بول رونان: في دور شون فيلان
ديفيد أوهارا: في دور مارتن ماكدف
سيمون جونز: في دور هاري سلون
جوليا ستايلز: في دور بريدجيت أوميرا
ديببون آير: في دور الدليل السياحي
مارتن دان: في دور والد فرانكي 

## أحداث الفيلم
يشاهد فرانكي ماكغواير (براد بيت) البالغ من العمر ثماني سنوات، خلال عام 1972، مقتل والده، وبعد عشرين عامًا في بلفاست، يشارك فرانكي وثلاثة أعضاء آخرين من الجيش الجمهوري الإيرلندي (منظمة شبه عسكرية كانت تسعى لتحرير إيرلندا الشمالية من الحكم البريطاني) ويقرر مارتن ماكدوف (ديفيد أوهارا)، قائد فرانكي، أن الجيش الجمهوري الأيرلندي يحتاج إلى صواريخ ستينغر لتحرير الأرض. سرعان ما يسافر فرانكي إلى مدينة نيويورك تحت الاسم المستعار "روري ديفاني" لشراء الصواريخ. يوفر له القاضي الأمريكي بيتر فيتزسيمونز (جورج هيرن)، وهو من أنصار الجيش الجمهوري الإيرلندي، وظيفة مؤقتة كعامل بناء ويرتب له الإقامة مع رقيب شرطة نيويورك توم أوميرا (هاريسون فورد) وزوجته شيلا (مارجريت كولين) وبناتهم الثلاث في جزيرة ستاتن، وسرعان ما يصبح فردًا من العائلة.
يصل شون (بول رونان) أيضًا إلى نيويورك ويلتقي مع فرانكي، وتتم الترتيبات لشراء الأسلحة، كما تقوم الناشطة بالجيش الجمهوري الأيرلندي ميغان دوهرتي (ناتاشا ماكيلون) بدور مربية لمساعدة أنشطتهم.
يقرر الرقيب توم الاستقالة من الخدمة ويبلغ زوجته بهذا، ويهبط إلى الطابق السفلي حيث يقيم فرانكي حيث يكتشف حقيبة تحتوي على كمية كبيرة من المال، وعندما يواجه فرانكي يسارع بالكشف عن هويته الحقيقية ويطلب من توم إعطائه المال والسماح له بالمغادرة. يرفض توم ويقوم باعتقال فرانكي. في طريقهم إلى مركز الشرطة يتمكن فرانكي من الهرب ولكنه لا يتمكن من الحصول على حقيبة المال.
يلتقي توم برجال مكتب التحقيقات الفيدرالي ونظرائهم البريطانيين الذين يسألونه أسئلة حول فرانكي. يدرك توم أن عملاء الحكومة لا يعتزمون العثور على فرانكي واعتقاله فحسب، بل قتله.
يذهب فرانكي للقاء بيلي بيرك (تريت ويليامز) للحصول على الأسلحة ولكنه يكتشف أن هناك خدعة فيقتل بيرك وأعوانه ويغادر المكان.
يصل فرانكي إلى بيت القاضي بيتر فيتزسيمونز ليلتقي بالناشطة ميجان واخبارها بأنه سيغادر على الفور لتسليم الصواريخ. وبينما كان فرانكي في الطابق العلوي مع ميغان، يقتحم توم حفل كوكتيل فيتزسيمونز ويواجه القاضي، ويتعرف على ميغان من صورة كانت في حقيبة فرانكي. يطارد توم الناشطة ميغان في الطابق العلوي في الوقت المناسب لرؤية فرانكي يهرب إلى سطح المبنى. يقنع توم ميجان بالكشف عن وجهة فرانكي من خلال إقناعها بأن السلطات تحاول قتل فرانكي وأنه الوحيد الذي يمكنه إنقاذ حياة فرانكي.
يجهز فرانكي قارب للإبحار ولكن توم يقفز على القارب أثناء مغادرته الرصيف، في مواجهة أخيرة مع فرانكي. يطلق الرجلان النار على بعضهما البعض ويسقط توم جريحًا ويوجه فرانكي بندقيته إلى توم ولكن تبدأ يده في الاهتزاز ويدرك أنه مصاب بطلق ناري أيضاً. تسقط بندقية فرانكي وينهار. يسحب توم نفسه بالقرب من فرانكي ويحتضنان بعضهما البعض، مدركين أن كلاهما كان يقاتل من أجل أسباب يؤمنان بها. يموت فرانكي، ويقود توم، على الرغم من إصابته بجروح خطيرة، القارب إلى الشاطئ.

## إنتاج الفيلم
بدأ إعداد الفيلم في ثمانينيات القرن العشرين، وكتب كيفن جار سيناريو رائع عام 1990 حسب ما قال المنتج لورانس جوردون، الذي أخذ السيناريو إلى براد بيت، ولم يكن معروفًا بعد في ذلك الوقت، وقبل بيت بحماس النص، الذي ذكره جوردون أنه "كان من المفترض أن يكون فيلمًا قويًا ومنخفض الميزانية مع كون براد النجم الوحيد"، كما كان موضوع الفيلم مثير للجدل سياسيًا. توقف المنتج عن العمل لإتمام الفيلم ولكن نجاح براد بيت في أفلام: "أساطير الخريف" عام 1994، "مقابلة مع مصاص الدماء" عام 1994، و"12 قرداً" عام 1995، شجع المنتج ولكن يظل الاستوديو يعتقد في عدم قدرة بيت على حمل فيلم رئيسي بمفرده. زار بيت بلفاست (عاصمة أيرلندا الشمالية) استعدادًا للدور وعانى من كدمات بعد تعرضه للهجوم على طريق فولز (هو الطريق الرئيسي عبر غرب بلفاست) في المدينة بعد أن ظن خطأ أنه بروتستانت (في الصراع العنيف بين الايرلنديين الكاثوليك والاتحاديين من البروتستانت).
كانت نية صناع الفيلم إسناد البطولة للنجوم: جين هاكمان وشون كونري للقيام بدور توم أوميرا، ولكن بناءً على اقتراح بيت، تم الاقتراب من هاريسون فورد للدور، ووافق فورد، على الرغم من أن هذا يعني أنه يجب إعادة كتابة النص لخلق دور أكمل وأطول لفورد وعلاقة أكثر تعقيدًا بين الشخصيات التي يلعبها الرجلان. طلب المنتجون، لتوسيع دور فورد، من ديفيد آرون كوهين وفينسنت باتريك إعادة كتابة نص جاري، كما صرح باتريك: "لم تكن هناك طريقة لتصوير النص الأصلي. كان يجب أن يصبح لكل بطل نفس المساحة من الظهور. مع أبطال أكشن متساويين يجب دعم النجمين"، وكان اقتراح هاريسون فورد إحضار باكولا كمخرج. بدأ التصوير الفوتوغرافي الرئيسي في فبراير 1996، وكان النص "لا يزال في حالة تغير مستمر"؛ وفقًا لصحيفة نيويورك تايمز: "اشتباكات الأنا وتجاوزات الميزانية والتأخيرات الطويلة امرضت المشروع." هدد بيت بالانسحاب في وقت مبكر من التصوير، متذمرًا من أن السيناريو غير مكتمل وغير متماسك، ثم استنكر الفيلم لاحقًا باعتباره: "أكثر أجزاء صناعة الأفلام الغير مسؤولة - إذا كان بإمكانك تسميتها كذلك – أكثر السيناريوهات الغير مترابطة التي رأيتها على الإطلاق."
تم تصوير "ملك الشيطان" في الموقع وفي استوديوهات تشيلسي بيرس في مدينة نيويورك، وكذلك في نيوارك وهوبوكين وجيرسي سيتي وبايون وساندي هوك ومونتكلير بنيوجيرسي.

## استقبال الفيلم
منح موقع "الطماطم الفاسدة" الفيلم تقييماً مقداره 35% بناءاً على آراء 40 ناقداً سينمائياً، ومنح موقع "ميتاكريتيك" الفيلم تقييماً مقداره 53% بناءاً على آراء 26 ناقداً سينمائياً، والجماهير التي استطلعت آراؤهم شركة "سينما سكور" منحت الفيلم درجة (- B) على مقياس من (+ A) إلى (F).
قال براد بيت في وقت لاحق: "أحب حقًا "ملك الشيطان" لقد كان تعليم جيد بالنسبة لي. ما زلت أعتقد أن الفيلم كان من الممكن أن يكون أفضل. لقد تم، حرفيًا، التخلص من النص." كان هاريسون فورد مغرم جدًا بالفيلم وقال: "لقد واجهنا وقتًا عصيبًا في صنعه، لكن آلان "باكولا" صنع، على ما أعتقد، فيلمًا جيدًا حقًا."
منح الناقد السينمائي روجر إيبرت الفيلم نجمتين ونصف من أصل 4، قائلاً إنه يظهر "الجهل بتاريخ أيرلندا الشمالية" وأن "القضايا المعنية بين الجانبين لم يتم ذكرها أبدًا". انتقد إيبرت في مقاله الحبكة المفتعلة، قائلاً: "المنطق الأخلاقي في الفيلم محير للغاية لدرجة أننا لو تجنبناه تمامًا يمكن أن تنجح الحبكة". أشاد إيبرت بالنجوم بيت وفورد، حيث أثنى على الأثنين، واصفًا إياهما "بالممثلين الجذابين والموهوبين للغاية، ودرجة نجاح الفيلم، كانت بسببهم."
منح جيمس بيراردينيلي الفيلم، على موقعه "ريل فيوز"، 2.5 نجمة من أصل 4.
وصفت جانيت ماسلين الفيلم بأنه "قصة مثيرة بشكل غير متوقع، مع أداء فوتوغرافي من الدرجة الأولى بجنون لبيت"، وتشير الكاتبة إلى أنه  الفيلم: "أخرجه آلان جيه باكولا بأسلوب حضري مدروس يستحضر قصص نيويورك القديمة لسيدني لوميت" و "تم تصويره بشكل رائع من المصور جوردون ويليس."
شارك الفيلم في دعاية معاكسة عندما أخذت ديانا أميرة ويلز، قبل شهرين من وفاتها، ابنيها الأمير ويليام البالغ من العمر 15 عامًا والأمير هاري البالغ من العمر 12 عامًا لمشاهدة الفيلم. كان الفيلم يقتصر على رواد السينما الذين تبلغ أعمارهم 15 عامًا أو أكثر، وأقنعت الأميرة السينما بالسماح للأمير هاري بالبقاء على الرغم من كونه دون سن الثالثة عشر. تعرضت الأميرة لانتقادات لخرقها القانون، ولاستخدامها نفوذها لإقناع موظفي السينما بالاستهزاء بالقانون، وبسبب موضوع الفيلم (الذي قيل إنه يمجد الجيش الجمهوري الإيرلندي - حساس للغاية بالنظر إلى أن عم أبنائها الأكبر لويس مونتباتن تم اغتياله من قبل الجيش الجمهوري الايرلندي). اعتذرت الأميرة لاحقًا قائلة إنها لم تكن على دراية بمحتوى الفيلم.

## وصلات خارجية
- ملك الشيطان على موقع IMDb (الإنجليزية)
- ملك الشيطان على موقع ميتاكريتيك (الإنجليزية)
- ملك الشيطان على موقع الموسوعة البريطانية (الإنجليزية)
- ملك الشيطان على موقع روتن توميتوز (الإنجليزية)
- ملك الشيطان على موقع نتفليكس (الإنجليزية)
- ملك الشيطان على موقع قاعدة بيانات الأفلام العربية
- ملك الشيطان على موقع ألو سيني (الفرنسية)
- ملك الشيطان على موقع Turner Classic Movies (الإنجليزية)
- ملك الشيطان على موقع أول موفي (الإنجليزية)
- ملك الشيطان على موقع بوكس أوفيس موجو (الإنجليزية)

https://letterboxd.com/film/the-devils-own/ ملك الشيطان (فلم)
https://www.filmaffinity.com/us/film277125.html ملك الشيطان (فلم)
https://www.themoviedb.org/movie/4477-the-devil-s-own ملك الشيطان (فلم)
https://www.blu-ray.com/movies/The-Devils-Own-Blu-ray/715/ ملك الشيطان (فلم)